# GBP5
GBP5 ‏ (Guanylate binding protein 5) هوَ بروتين يُشَفر بواسطة جين GBP5 في الإنسان.